# Szekszárd tömegközlekedése
Szekszárd város helyi autóbuszos tömegközlekedését a város önkormányzata megrendelésére a MÁV Személyszállítási Zrt. végzi.

## Története
A helyijárati autóbuszállomást 1962-ben, a helyközi buszpályaudvart pedig 1988-ban adták át.
A szekszárdi helyi közösségi közlekedést a 11-es számú Volán Vállalatból 1984-ben megalakult Gemenc Volán látta el 2015-ig, amikor is a társaság a kaposvári székhelyű Dél-dunántúli Közlekedési Központba olvadt, mely vállalat a többi regionális közlekedési központtal együtt 2019. október 1-jétől a Volánbuszba integrálódott, mely 2024 december 31-ig volt a szolgáltató. 2018 után a város több alkalommal is pályázatot hirdetett a közszoláltatás odaítélése érdekében de ezek eredménytelensége okán több alkalommal is szükséghelyzeti intézkedés keretében, közvetlen odaítélés útján a Volánbusz Zrt. lett a kijelölt szolgáltató. 2025 január 1-től sikeres pályáztatás után a város 3+1 éves szerződést kötött az egyetlen pályázóval a Volánbusz Zrt. jogutódjával a MÁV Személyszállítási Zrt.-vel.

A helyi autóbuszos szolgáltatást kezdetektől (1961) folyamatos fejlődés jellemezte sok utas vette igénybe a szolgáltatást, de a 90-es évek üzem és gyárbezárásai, (pl.: Húsipari vállalat) és létszám leépítések hatására csökkenni kezdett az utasszám (a város népességi csúcs is 1989-ben volt), mely veszteségessé tette a szolgáltatást. Az önkormányzat ezáltal évről-évre járatcsökkentésekkel próbálta orvosolni az évente újratermelődő veszteségek mértékét. A szolgáltatást népszerűségének az elöregedő járműpark sem kedvezett, bár 2000-ben 1 darab MAN SL 222 és 1 darab csuklós Rába Premier 291 autóbusz került beszerzésre. A korábbi vonalhálózaton 14 vonal volt. A vonalak jelzése: 1, 2, 5, 6, 7, 8, 8/A, 9, 10, 11, 12, 13, 14, 15. A 11-es vonalon a helyi járati forgalmat helyközi járatok végezték. A korábbi vonalhálózaton a járatsűrűség erős kettősséget mutatott csúcsidőben volt 10 perces, csúcsidőn kívüli holtidőszakban több órás volt a járatok közti követési idő. A 2000-es évek közepén használt Mercedes-Benz Citaro és Mercedes-Benz O405GN járművek érkeztek, melyek 2017-ig voltak forgalomban. 2007-ben új, Törökországban gyártott, alacsony padlós Mercedes-Benz Conectókra cserélődött az ekkor még zömében Ikarus 260 és Ikarus 280-as autóbuszokból álló elöregedett járműállomány. Az új járművek forgalomba állását követően új menetrend és vonalhálózat került bevezetésre, mely kisebb módosításokkal, 2022. augusztus 27-ig volt érvényben.

### 2022
A szolgáltatás 2022-ig veszteséges volt, melynek mértéke évente 100-200 millió forintra rúgott. 2012-ben felmerült, hogy a szolgáltatás 100%-ban önkormányzati tulajdonú cég végezheti, ám ettől a tervtől az önkormányzat a későbbiekben elállt. 2022-re az önkormányzat a Volánbusszal közösen 2022. augusztus 28-tól új menetrendet és vonalhálózatot vezetett be a szolgáltatás során keletkezett veszteséges működés csökkentése céljából. Ennek lényege, hogy a helyi szolgáltatásba több, a környező településekre induló illetve onnan érkező helyközi járatokat vontak be, továbbá egyes vonalakat összevontak: (Önálló 5-ös vonal megszüntetése, 4-es és 9-es vonalak meghosszabbítása az egykori 5-ös vonal végállomásáig. 6-os vonal meghosszabbítása Jobbaprásztáig.), egyes járatok megszüntetésre kerültek: 2, 2A, 2Y, 5, 5Y, 88, 89, 98. 2022-re több autóbusztípus is selejtezésre került a helyi flottából: MAN SL 222, MAN SL 223, Rába Contact 292, valamint a csökkentett menetrend okán 3db Mercedes-Benz Conecto az ország nyugati felébe került.

### 2023
2023 júniusában Szekszárd város közgyűlése a szolgáltatás során keletkezett több száz milliós éves veszteségek további csökkentése érdekében 2022. augusztus 28-án életbe lépett menetrend további ritkítása mellett döntött. Ennek következtében további 3 autóbusz kivonásával új vonalhálózattal, ritkábban közlekedő járatokkal, a szekszárdi állandó lakcímmel rendelkező lakosoknak 75%-os viteldíjkedvezménnyel 2023. augusztus 12-től új menetrend került elfogadásra.

2023 augusztus 12-től az alábbi változások léptek életbe: 3, 13, 7A, 8, 18, vonalak megszűntek. Egyes vonalak más vagy korábbi elnevezéssel közlekednek  6A-ból újra 6-os, 4A-ból 4B lett. Több vonal útvonala megváltozott jellemzően lerövidült. A 4-es busz csak az Autóbusz-állomás és Bottyán hegy között közlekedik. A Baranya-völgy felé óránkénti járatsűrűség 4 órásra ritkult. Munkanapokon 8:00-13:00 között a Bottyán-hegy felé a korábbi 30 percenkénti járatsűrűség óránkéntira ritkult és ebben az időben csak 12-es és 14-es buszokkal lehet közlekedni, melyek az Autóbusz-állomást nem érintik. A 7-es járat csak munkanapokon műszakváltásokhoz igazodva, de már nem körjáratban közlekedik, a 7A járat megszűnésével a A Fűtőmű megállóhely és a város kapcsolatát a 9-es buszok látják el. Szintén ebben az év májusában megszüntetésre került az önálló helyi járati forgalmi iroda és információs ablak a helyi járati Autóbusz-állomáson.

### 2024
2024 október 7-től a városban új menetrend és vonalhálózat került bevezetésre. A város rendezte a korábbi években a szolgáltató felé felhalmozódó több száz milliós tartozását, így a város közgyűlése, új vonalhálózaton, sűrűbben közlekedő járatok üzemeltetésével bízta meg a szolgáltató Volánbusz Zrt.-t. Az új menetrendnek köszönhetően a Bottyán-hegy és a városközpont közötti csúcsidőn kívüli járatok az 1 órás követés helyett újra 30 perces követési idővel közlekednek. A korábbi 4-es járatok új útvonalon körjáratban közlekednek. Az 1-es vonalon közlekedő járatok a Szent István tér helyett a Wesselényi utcát érintve közlekednek. Több járat indításszámai is megemelkedtek: 1, 4, 7, 12. Új elnevezéssel jelentek meg járatok: 1B, 6B, 13, 17. Két új megállóhely is létesült: A Kadarka utcában „Vak Bottyán utca” elnevezésű, illetve a Kőrösi Csoma Sándor utcában a „Nefelejcs utca” elnevezésű megállóhely. A 11-es vonal az új vonalhálózat bevezetésével megszűnt. Az ipari terület feltárását a sűrűbben közlekedő 4-es és 7-es járatok vették át.

Ebben az évben a szolgáltató a járműveken lévő korábbi (csak számjegyből álló ledes) viszonylatjelzőket, a viszonylati szám mellett a végállomást is kijelző többsoros ledes kijelzőkre cserélte, ezzel is segítve az utazóközönséget a tájékozódásban.

### 2025
2025 Január 1-től sikeres pályáztatás útján a város az egyetlen pályázóval a Volánbusszal, illetve annak jogutódjával a MÁV Személyszállítási Zrt.-vel kötött 3+1 évre személyszállítási közszolgáltatási szerződést.

2025 Február végétől a szolgáltató járműcserébe kezdett, melynek következtében 2014-es évjáratú (korábban a budapesti elővárosi vonalakon, majd Ajka város helyi közlekedésében futott, utastéri klímaberendezéssel ellátott, Euro 6-os kibocsájtási normának megfelelő motorokkal szerelt) MAN Lion’s City buszokat helyezett forgalomba.

## Díjszabás
Szekszárdon a helyi tömegközlekedést autóbuszok biztosítják. A szekszárdi autóbuszokra történő felszállás csak és kizárólag az első ajtón történhet (Kivéve: kerekesszékkel közlekedők és babakocsival közlekedők). Menetjegyet az adott autóbuszon szolgálatot teljesítő gépkocsivezetőtől, illetve 2020. március 23-tól már mobil applikáció segítségével is meg lehet vásárolni, mely menetjegy csak az adott viszonylatra egy irányba történő utazásra jogosít. A mobiljeggyel utazóknak a mobiljegyet az autóbuszra történő felszálláskor az autóbuszon elhelyezett QR-kód leolvasásával kell érvényesíteni. A készülék kijelzőjén megjelenő animált képet a gépkocsivezetőnek fel kell mutatni és az utazás végéig az alkalmazást futtatni kell. A mobiljegyek vásárlásához és érvényesítéséhet mobil-adatkapcsolatra van szükség. 

Bérleteket az autóbuszon nem, az autóbusz-állomáson valamint egyes üzletekben lehet megvásárolni, illetve 2020 áprilisától mobilapplikáció segítségével okostelefonra is beszerezhetők. A bérletigazolvánnyal, illetve egyéb igazolvánnyal rendelkező utasoknak a felszálláskor az utazási igazolványt vagy igazolványokat a gépkocsivezető részére fel kell mutatni. Az autóbuszokat a végállomásra érkezvén minden utasnak el kell hagyni!
A helyi járat díjtételeit Szekszárd Megyei Jogú Város Önkormányzata és a MÁV Személyszállítási Zrt. között megkötött közszolgáltatási szerződés határozza meg.
Díjmentes utazásra jogosult a 6 éven aluli gyermek és a 65 éven felüli személy. A 6 éven aluli gyermek csak kísérővel, a 65 év feletti személy fényképes személyazonosító igazolvány felmutatásával veheti igénybe díjmentesen a szolgáltatást. Díjmentes utazásra jogosult továbbá az a vak személy és kísérője, aki a Magyar Vakok és Gyengénlátók Országos Szövetségének érvényes tagsági igazolványával rendelkezik, továbbá az a hallássérült személy és kísérője, aki a Siketek és Nagyothallók Országos Szövetségének érvényes arcképes igazolványával rendelkezik, az a személy és kísérője, aki után szülője vagy eltartója magasabb összegű családi pótlékban részesül, az ezt bizonyító okirat alapján, továbbá az a személy és kísérője, aki az 1998. évi XXVI. törvény alapján fogyatékossági támogatásban részesül, a Magyar Államkincstár területi szervének erre vonatkozó igazolása (határozata)alapján. Egyes utazási igazolványok csak fényképes személyazonosító igazolványok együttes felmutatásával érvényesek.
A kísérő az a személy, aki a kísért személlyel együtt, ugyanazon autóbusz járton, ugyanazon felszállóhelytől ugyanazon célállomásig és a kísért személy érvényes utazási igazolványával közösen utazik.
Visszaélés esetén a gépkocsivezetők és ellenőrök a lejárt megrongálódott igazolványokat (további visszaélések elkerülése okán) bevonhatják. „Elveszett, illetve érvénytelenség, vagy jogosulatlan használat miatt bevont utazási igazolványt vagy annak használatához szükséges egyéb igazolványt, igazolást a Szolgáltató nem pótol, árát nem téríti vissza és emiatt kártérítést sem fizet.”
2023 Szeptember 1-től az állandó szekszárdi lakcímmel rendelkező utasok a menetjegy és bérleteket 75%-os kedvezménnyel vásárolhatják meg.

## Utastájékoztatás

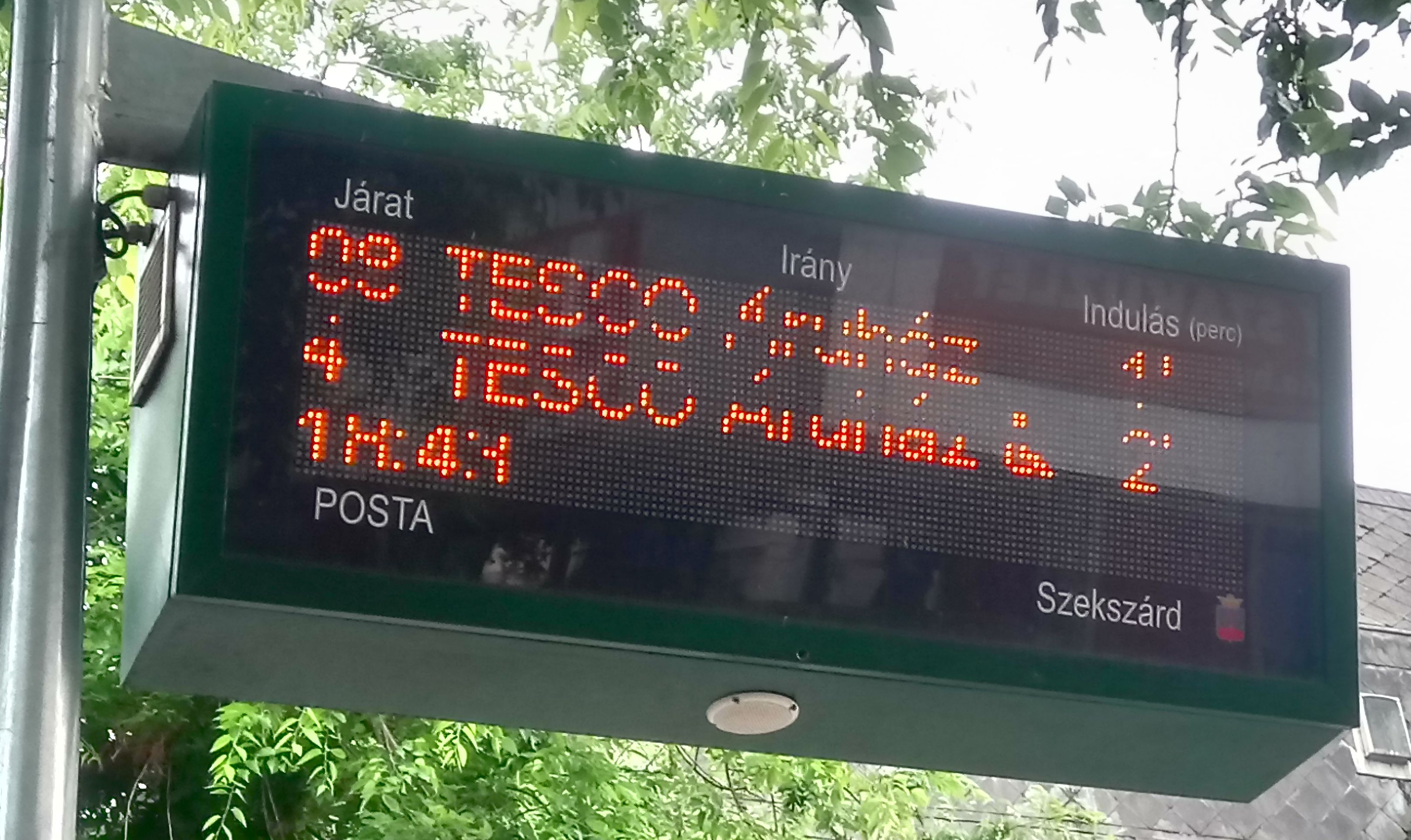
2015-től a legforgalmasabb megállókban digitális táblák is tájékoztatást adtak a megállóba érkező soron következő járatokról. A táblákat nem a szolgáltató, hanem a város üzemelteti. (A táblák 2021 óta nem üzemelnek.)

Szekszárd városában a menetrend szerint közlekedő helyi autóbuszok közlekedési rendjéről és a vonalhálózatról a szolgáltatást biztosító MÁV-csoport honlapján található menetrend és vonalhálózati térkép ad tájékoztatást. Időszakonként elérhető a nyomtatott formájú menetrendfüzet, mely a város autóbusz-állomásainak jegypénztáraiban megvásárolható. Minden megállóhelyeken kihelyezésre került nyomtatott menetrend is, valamint egyes megállókban és az Autóbusz-állomáson elektronikus utastájékoztató táblák adtak tájékoztatást az adott megállóba leghamarabb érkező és induló járatokról és érkezésük/indulásuk időpontjáról. A megállóhelyeken lévő elektronikus utastájékoztató rendszerek 2021 óta nem üzemelnek. Az autóbuszok többsoros elektronikus viszonylatjelzőkkel vannak felszerelve, melyek a viszonylati szám mellett a végállomást is kijelzik, utasterükben pontos valósidejű helymeghatározáson (GPS+GPRS) alapuló utastájékoztató rendszer közölte az aktuális és soron következő megállóhelyek neveit.

## Viszonylatok
Szekszárdon az alábbi viszonylatokban közlekednek autóbuszok:
- 1, Autóbusz-állomás – Wesselényi utca – Széchenyi utca – Szent László u. – Béla király tér – Kápolna tér – Hosszú-völgy /Egyes járatok Munkácsy utca – Kilátó utca betérővel közlekednek/
- 1B, Tesco áruház – Baka István ált. isk. – Búzavirág u. – Tartsay Vilmos utca – Autóbusz-állomás – Wesselényi u. – Szent László u. – Béla király tér – Kápolna tér – Hosszú-völgy /Egyes járatok Munkácsy utca – Kilátó utca betérővel közlekednek/
- 12, Bottyán-hegy – Kőrösi Csoma Sándor u. – Mérey u. – Széchenyi u. – Béri Balogh Ádám utca – (Tesco) – Csatár – (-> Otthon utca-> ) – Iván-völgy – Csötönyi-völgy – Baranya-völgy
- 13, Jobbparászta -> Kadarka utca -> Bottyán-hegy -> Zöldkert u. -> Kőrösi Csoma Sándor u. -> Mérey utca -> Szent László u. -> Széchenyi utca -> Béri Balogh Ádám u. -> Csatári torok -> Tesco áruház
- 4, Autóbusz-állomás – Liszt Ferenc tér – Szent László utca -> Újfalussy u. – Zöldkert u. – Bottyán-hegy – Zöldkert u. -> Kőrösi Csoma Sándor u. -> Mérey u. -> Szent László utca – Posta – Szent István tér – Autóbusz állomás /Egyes járatok az ipartelep érintésével közlekednek/
- 4B, Tesco áruház vagy Csatár – Tartsay u. – Autóbusz-állomás – Liszt Ferenc tér – Szent László utca -> Újfalussy u. – Zöldkert u. – Bottyán-hegy – Zöldkert u. -> Kőrösi Csoma Sándor u. -> Mérey u. –> Szent László utca – Szent István tér – Autóbusz állomás – Tartsay Vilmos u. – Tesco áruház vagy Csatár
- 14, Tesco áruház – Csatár – Béri Balogh Ádám utca – Széchenyi utca – Szent László u. – Mérey u. – Kőrösi Csoma Sándor u. – Bottyán-hegy
- 6, Autóbusz állomás – Széchenyi utca – Béri Balogh Ádám utca – Csatár – Otthon u. – Szőlőhegy – Tót-völgy
- 6B, Autóbusz állomás – Széchenyi utca – Béri Balogh Ádám utca – Tesco áruház – Csatár – Otthon u. – Szőlőhegy – Tót-völgy
- 16, Palánk vegyesbolt/ Műszergyár – Újvárosi templom – Zrínyi utca, ált. isk. – Autóbusz-állomás – Széchenyi utca – Kórház – Csatár – Otthon u. – Szőlőhegy – Tót-völgy
- 7, Tesco áruház <-> Csatár  <->  Alisca u. <->  Kilátó utca  <->  Munkácsy u. <->  Béla király tér  ->  Posta/Liszt Ferenc tér  <->  Autóbusz-állomás -> Tolnatej Zrt. -> Ipari Park -> Autóbusz-állomás (Csak munkanapokon!)
- 17, Autóbusz-Állomás ->  Keselyűsi út ->  Tolnatej Zrt. ->  Páskum utca -> Autóbusz-állomás -> Szent István tér ->  Széchenyi utca ->  Béri Balogh Ádám utca ->  Csatár, forduló ->  Alisca utca -> (igény esetén: Kilátó utca -> Munkácsy utca -> Béla király tér -> Kisbödő -> Hosszú-völgy) (Csak munkanapokon egy járat éjszaka!)
- 9, Tesco áruház – Alisca u. – Kilátó utca – Május 1. utca – Béri Balogh Ádám utca – Szent László utca – Kadarka utca – Jobbparászta
- 9A, Tesco áruház – Csatár – Alisca u. – Május 1. utca – Béri Balogh Ádám utca – Szent László u. – Kadarka utca – Jobbparászta
- 19, Tesco áruház -> Csatár -> Alisca u. -> Május 1 utca -> Kórház -> Szent László -> Kadarka utca -> Újvárosi temető -> Műszergyár -> Jobbparászta (Csak munkanapokon, reggel!)

Helyközi járatok: 
- 5420, 5421, 5422 -
- 5423, 5424 -
- 5425,- Autóbusz-állomás – Szent István tér – Nyomda – Kórház – Bakta köz – Alsóvárosi temető – Csatári torok – Ebes puszta – Szeszfőzde – Szőlőhegyi elágazás
- 5426,- Autóbusz-állomás – Szent István tér – Nyomda – Kórház – Bakta köz – Alsóvárosi temető – Csatári üzletház – Otthon utca – Szeszfőzde – Szőlőhegyi elágazás
- 5427,- Csatár autóbusz forduló -> Alisca utca -> Fűtőmű -> Munkácsy utca -> Béla király tér -> Babits Iskola -> Kadarka utca -> Újvárosi temető (Csak tanítási napokon! 1db járat/nap)
- 5428,- Szőlőhegyi elágazás -> Szeszfőzde -> Otthon utca -> Csatár -> Béri Balogh Ádám utca -> Széchenyi utca -> Rákóczi utca -> Csecsemőotthon/Palánk, vegyesbolt (Csak tanítási napokon!)
- 5429,- Autóbusz-állomás – Tartsay utca – Tesco áruház – Alisca utca – Május 1. utca – Béri Balogh Ádám utca – Széchenyi utca – Rákóczi utca – Műszergyár – Nagypalánk puszta

| Szekszárd autóbuszvonalai (2010-2022) |
| --- |
| 1, Autóbusz-állomás – Szent László u. – Béla király tér – Kápolna tér – Hosszú-völgy |
| 2, Autóbusz-állomás – Wesselényi u. – Kadarka u. – Műszergyár – Palánk, vegyesbolt |
| 2Y, Autóbusz-állomás – Wesselényi u. – Kadarka u. – Jobbparászta – Műszergyár – Palánk, vegyesbolt |
| 2A, (gyorsjárat), Palánk, vegyesbolt – Műszergyár – Újváros – Posta – Autóbusz-állomás |
| 3, Autóbusz-állomás – Tolnatej Zrt. – Ipari Park – Autóbusz-állomás |
| 3A, Autóbusz-állomás – Tolnatej Zrt. |
| 4, Tesco áruház – Tartsay u. – Autóbusz-állomás – Liszt Ferenc tér – Mérey u. – Kőrösi u. – Bottyán-hegy |
| 4A, Tesco áruház – Búzavirág u. – Liszt Ferenc tér – Mérey u. – Kőrösi u. – Bottyán-hegy |
| 4Y, Tesco áruház – Csatár – Kórház – Holub u. – Liszt Ferenc tér – Mérey u. – Kőrösi u. – Bottyán-hegy |
| 5, Autóbusz-állomás – Kórház – Csatár – Baranya-völgy |
| 5Y, Autóbusz-állomás – Kórház – Csatár – Otthon u. – Baranya-völgy |
| 6, Autóbusz-állomás – Kórház – Csatár – Otthon u. – Szőlőhegy – Tót-völgy |
| 6Y, Autóbusz-állomás – Béla király tér – Kórház – Csatár – Otthon u. – Szőlőhegy – Tót-völgy |
| 7, Tesco áruház -> Csatár -> Alisca u. -> Munkácsy u. -> Béla király tér -> Posta -> Autóbusz-állomás -> Tolnatej Zrt. -> Ipari Park -> Autóbusz-állomás -> Liszt Ferenc tér -> Béla király tér -> Munkácsy u. -> Alisca u. -> Csatár -> Tesco áruház |
| 7A, Tesco áruház – Csatár – Alisca u. – Munkácsy u. – Béla király tér – Posta – Autóbusz-állomás |
| 7B, Tesco áruház – Csatár – Alisca u. – Munkácsy u. – Béla király tér – Posta – Autóbusz-állomás – Tolnatej Zrt. – Ipari Park – Autóbusz-állomás |
| 8, Szőlőhegyi elágazás – Otthon u. – Csatár – Kórház – Újváros – Műszergyár – Palánk, vegyesbolt |
| 8A, Szőlőhegyi elágazás – Otthon u. – Csatár – Kórház – Újváros – Műszergyár |
| 88, Tesco áruház – Csatár – Kórház – Szent László utca – Kadarka u. – Jobbparászta – Műszergyár – Palánk, vegyesbolt |
| 89, Tesco áruház – Csatár – Kórház – Szent László utca – Kadarka u. – Jobbparászta – Műszergyár |
| 9, Tesco áruház – Csatár – Alisca u. – Kórház – Újváros – Jobbparászta |
| 9Y, Tesco áruház – Csatár – Alisca u. – Kórház – Zrínyi u. – Újváros – Jobbparászta |
| 98, Tesco áruház – Csatár – Alisca u. – Kórház – Újváros – Műszergyár – Jobbparászta – Újváros – Kórház – Alisca u. – Csatár – Tesco Áruház |
| 11, Autóbusz-állomás – Újváros – Siófoki elágazás körforgalom (helyközi járatok közlekedtek a vonalon) |

## Szolgáltatási adatok (2010-2022)
Szekszárd megyei jogú város és a Gemenc Volán Rt. és jogutódja a Dél-dunántúli Közlekedési Központ Zrt. között köttetett közszolgáltatási szerződés értelmében a szolgáltatást végző vállalatnak évente beszámolóban kell közzétennie a szolgáltatással kapcsolatos legfontosabb adatokat: mint utasszám, értékesített menetjegyek és menetdíj bevételek, kiadások és üzemeltetési eredmény stb. A szolgáltatás során felmerülő veszteségeket a szolgáltatást megrendelő önkormányzatnak a szolgáltató részére meg kell térítenie. Az adatok alapján a szolgáltatás (mint a legtöbbször a közösségi közlekedésben) Szekszárdon veszteséges. A közzétett adatok alapján az utasszám 2010-2018 között szinte változatlan menetrend és vonalhálózat mellett folyamatosan csökken. A csökkenés legnagyobb mértékben a tanuló/nyugdíjas bérletek esetében folyamatos, mely demográfiai okokra is visszavezethető: egyre több a 65 éven felüli díjmentesen utazó, illetve egyre kevesebb a fiatalkorú bérlettel utazó. A szolgáltatás évente egyre nagyobb veszteséget termel, melynek oka a csökkenő utasszám mellett az, hogy 2013-2018 között nem történt viteldíj emelés, (Viteldíjakat az önkormányzati közgyűlés módosíthatja.) viszont az üzemeltetési-, fenntartási-, valamint bérköltségek az utóbbi években folyamatosan emelkedtek.

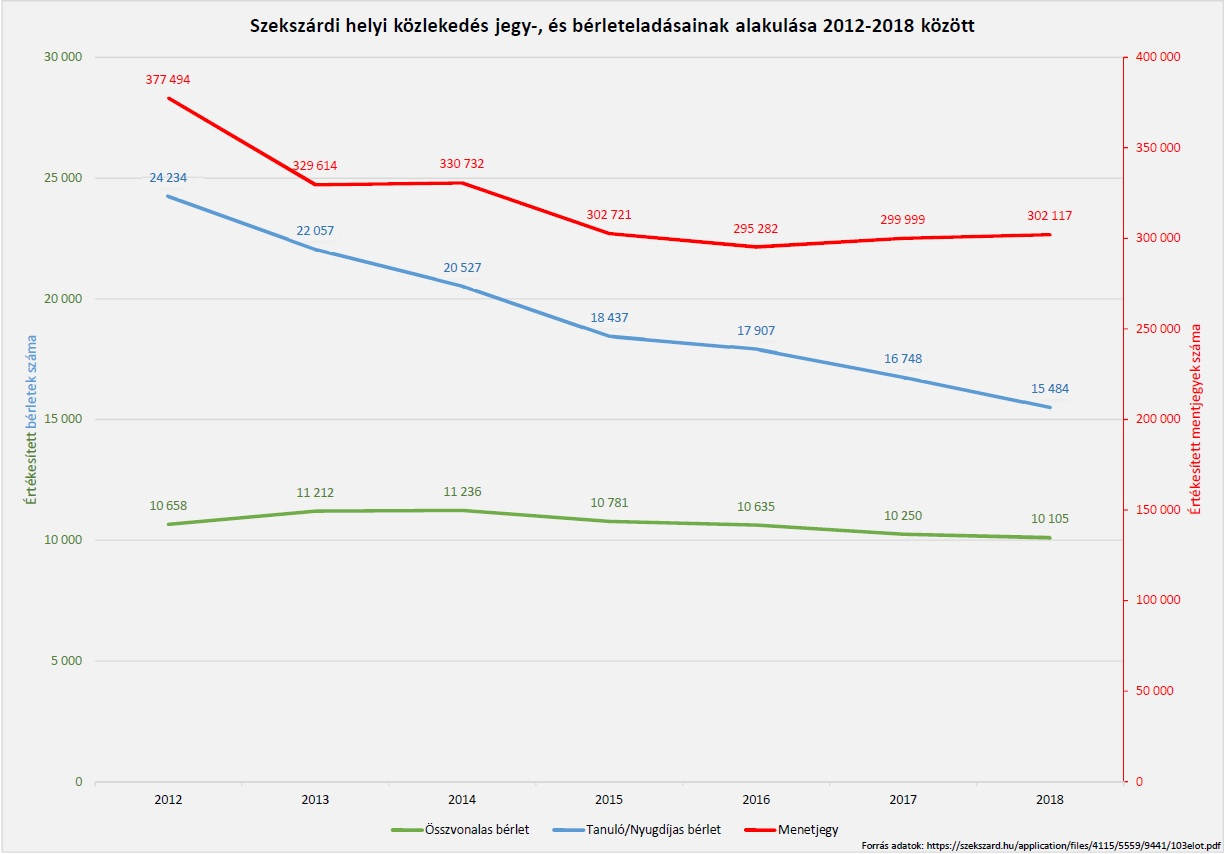
Utazási igazolványok értékesítési adatai a helyi közösségi autóbusz közlekedésben (2012-2018)

| Utasszámok alakulása 2010-től | Utasszámok alakulása 2010-től | Utasszámok alakulása 2010-től        | Utasszámok alakulása 2010-től       |
| ----------------------------- | ----------------------------- | ------------------------------------ | ----------------------------------- |
| Év                            | Utasszám (ezer fő)            | Változás az előző évhez képest %-ban | Változás 2010-es évhez képest %-ban |
| 2010                          | 4336                          | -                                    | 100                                 |
| 2011                          | 4204                          | 97                                   | 97                                  |
| 2012                          | 4058                          | 96,5                                 | 93,6                                |
| 2013                          | 3865                          | 95,2                                 | 89,1                                |
| 2014                          | 3713                          | 96,1                                 | 85,6                                |
| 2015                          | 3065                          | 82,6                                 | 70,7                                |
| 2016                          | 2980                          | 97,2                                 | 68,7                                |
| 2017                          | 2972                          | 99,7                                 | 68,5                                |
| 2018                          | 2679                          | 90,1                                 | 61,8                                |
| 2019                          | n.a                           | n.a                                  | n.a                                 |
| 2020                          | 1752                          | n.a                                  | 40,4                                |
| 2021                          | 1544                          | 88,1                                 | 35,6                                |
| 2022                          | 1870                          | 121,1                                | 43,12                               |

| Szolgáltató beszámolói alapján az éves veszteségek | Szolgáltató beszámolói alapján az éves veszteségek | Szolgáltató beszámolói alapján az éves veszteségek |
| -------------------------------------------------- | -------------------------------------------------- | --- |
| Év                                                 | Veszteség mértéke (Millió Ft)                      | Megjegyzés |
| 2012                                               | 25,415                                             | |
| 2013                                               | 82,431                                             | |
| 2014                                               | 107,426                                            | |
| 2015                                               | 285,336                                            | |
| 2016                                               | 321,981*                                           | Autóbuszok lízingjének végtörlesztése |
| 2017                                               | 167,486                                            | |
| 2018                                               | 137,015                                            | |
| 2019                                               | 153,638                                            | |
| 2020                                               | 185,960                                            | |
| 2021                                               | 227,017                                            | |
| 2022                                               | 250,387                                            | A költségvetés 90,4 millió forinttal bérfejlesztési támogatást biztosított a szolgáltatónak, e tétel nélkül a veszteség 340,8 millió forint lett volna.   |
| 2023                                               | n.a                                                | |
| 2024                                               | 234,98                                             | A költségvetés 18,79 millió forinttal bérfejlesztési támogatást biztosított a szolgáltatónak, e tétel nélkül a veszteség 253,78 millió forint lett volna. |

## Járműállomány

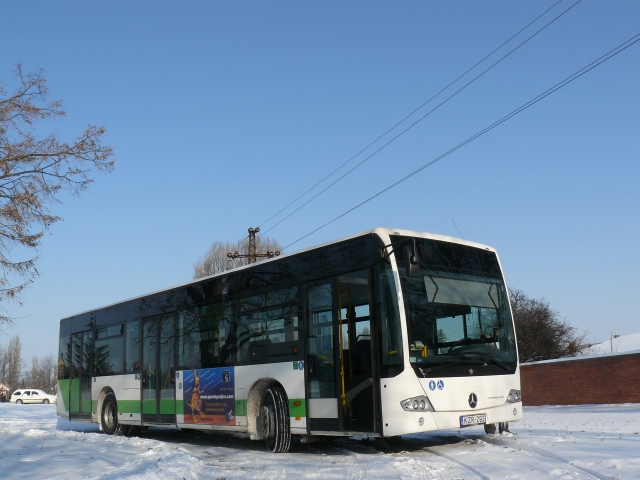
2007-ben beszerzett új alacsony padlós MB Conecto típusú autóbusz

| Mennyiség (db) | Gyártó/Típus          | Gyártás éve | Alacsony padló | Klimatizálható utastér |
| -------------- | --------------------- | ----------- | -------------- | ---------------------- |
| 5              | Mercedes-Benz Conecto | 2007        | Igen           | Nem                    |
| 3              | MAN Lion’s City       | 2014        | Igen           | Igen                   |

## További linkek
- A Dél-dunántúli Közlekedési Központ hivatalos oldala
- A MÁV-csoport hivatalos oldala